# Liliane Bettencourt
Liliane Bettencourt, nascida Liliane Henriette Charlotte Schueller (Paris, 21 de outubro de 1922 – Neuilly-sur-Seine, 21 de setembro de 2017) foi uma empresária francesa, principal acionista física do grupo de cosméticos L'Oréal, com 32,99 por cento do total das ações. Em 1957 Bettencourt herdou a fortuna da L'Oréal após a morte de seu pai.
Em 2015, a revista Forbes classificou-a  como a 10ª pessoa mais rica do mundo, com 40,1 bilhões de dólares. Em 2016, com uma fortuna estimada em 48,6 bilhões de dólares, foi considerada a mulher mais rica do mundo e a 7ª pessoa mais rica do mundo.

## Biografia
Liliane Henriette Charlotte Schueller é a filha de Eugène Schueller, o fundador do grupo de cosméticos L'Oréal, uma das maiores empresas do ramo de beleza e cosmésticos do mundo.
Ela se casou em 8 de junho de 1950 com o político francês André Bettencourt.
Juntos tiveram uma filha, Françoise Bettencourt Meyers, nascida no dia 10 de julho de 1953, que é casada com Jean-Pierre Meyers e dois netos: Jean-Victor Meyers (nascido em 1986) e Nicolas Meyers (nascido em 1988).
Juntamente com seu marido, ela criou a Fundação Bettencourt Schueller em 22 de dezembro de 1987, dedicada a patrocínio nas áreas de investigação médica e a cultura humanitária.
Liliane Bettencourt residia em Neuilly-sur-Seine.
No ano de 2007 ela perdeu o marido e nos anos seguintes foram marcados dois processos judiciais, amplamente divulgados pela imprensa e que levou Liliane Bettencourt a falar em público: o Banier Bettencourt e o Woerth-Bettencourt.

### Caso Banier
O primeiro caso diz respeito a uma reclamação de sua filha, Françoise Bettencourt Meyers, que em dezembro de 2008, acusou de abuso de fraqueza o artista François-Marie Banier. Ela suspeita que François tenha amplamente se beneficiado com o dinheiro de sua mãe, que se defende e exige a supervisão dessas autoridades. O advogado de Liliane Bettencourt, Georges Kiejman, anunciou em 28 de agosto de 2010 que revogou, em julho, a qualidade de legatário universal dado a François-Marie Banier. Em 7 de dezembro de 2010, Lilianne Bettencourt e sua filha anunciaram à imprensa a sua reconciliação.

### Caso Bettencourt
Liliane Bettencourt esteve também implicada em um caso político-financeiro Woerth-Bettencourt. Alegadamente financiou legalmente partidos e personalidades, mas também foi suspeita de ter financiado ilegalmente a campanha presidencial de Nicolas Sarkozy.

### Tutela
A tutela de Liliane Bettencourt, uma decisão confirmada em recurso 18 de janeiro de 2012, por causa das "faculdades cognitivas prejudicadas".

## O grupo L'Oréal
Liliane Bettencourt herdou o grupo L'Oréal após a morte de seu pai em 1957. Durante a campanha presidencial de 1974, na expectativa de uma possível nacionalização do grupo L'Oréal, a família Bettencourt percebe uma troca de ações com a Nestlé. A família Bettencourt desde então tem participação de 4% na Nestlé.
O capital do grupo L'Oréal por sua vez é detido 53,85% (equivalente a 364 042 900 ações) Gesparal, uma exploração que família Meyers-Bettencourt detém 51% e a Nestlé 49% de participação. Gesparal também tem 71,66% dos direitos de voto no grupo L'Oréal. Em 3 de fevereiro de 2004, a família Bettencourt-Meyers e Nestlé assinaram uma fusão de retroactivos entre a L'Oréal e Gesparal: a família Bettencourt Meyers Nestlé e tornar-se acionistas diretos da L'Oréal, a partir de 1 de Janeiro de 2004.
A família Bettencourt agora detém 27,48% do capital (185 661 879 ações) e 28,58% dos direitos de voto da L'Oréal, contra respectivamente 26,38% (178 381 021 ações) e 27,46% para a Nestlé.
Ambas as partes se comprometem a não aumentar seus respectivos interesses e não para vendê-los por um período de cinco anos.
Depois de 2004, as participações da família Bettencourt estão alojadas na empresa Tethys cuja Liliane Bettencourt é a gerente. Estas ações foram o assunto em 1992 de uma propriedade como uma doação a sua filha Liliane Bettencourt (dois terços) e de seus dois netos (terceiro), tendo Liliane Bettencourt o usufruto (dividendos) e de reserva dos direitos de voto no conselho da L'Oréal.

### Acionistas da L'Oréal
- 42,59% — Outros Acionistas
- 32,99% — Família Bettencourt
- 23,07% — Nestlé
- 0,82% — Plano de Poupança da Empresa
- 0,53% — Acções da Tesouraria

## Sonegação fiscal
Em junho de 2010, Liliane viu-se envolvida num escândalo financeiro e político que acabou envolvendo o ministro do Trabalho da França, Éric Woerth, um dos mais próximos auxiliares do presidente Nicolas Sarkozy, cotado até mesmo para se tornar primeiro-ministro. Suspeita de sonegar impostos, a herdeira da L'Oréal teria sido beneficiada por Woerth, que teria feito vistas grossas às suas fraudes fiscais. O ministro é casado com Florence Woerth, executiva de um gabinete que gerenciava a fortuna da empresária.
O escândalo teve início com a revelação, pelo site francês Mediapart, de escutas clandestinas de conversas de Liliane realizadas por um de seus funcionários entre maio de 2009 e maio de 2010. Nas gravações, a bilionária menciona a existência de duas contas na Suíça e nas Ilhas Seychelles, não declaradas ao fisco francês, pelas quais teriam sido movimentados centenas de milhões de euros.
As gravações revelam ainda doações de campanha a nomes como o presidente Sarkozy, e a ministra da Educação, Valérie Pécresse. Não bastasse, a herdeira evoca vários outros políticos do país, entre os quais "um amigo", o então ministro do Orçamento, também responsável pela receita fiscal, Eric Woerth, e de sua mulher, Florence, desde 2007 executiva do escritório Clymène, que gerencia a fortuna da empresária. A repercussão do caso obrigou o atual titular do Ministério do Orçamento, François Baroin, a anunciar que o Estado investigará, com a ajuda do governo suíço, as contas ocultas.

## Morte
Liliane faleceu em 21 de setembro de 2017, aos 94 anos de idade, vítima de Alzheimer.